# 神戸佑輔
神戸 佑輔（かんべ ゆうすけ、1988年6月19日 -  ）は、日本のスタジアムDJ、ナレーターである。兵庫県神戸市出身。オフィスキイワード所属。京都造形芸術大学（現 京都芸術大学）卒業。

## 概要・来歴
高校卒業後に、映画制作の道に進みたいと考え京都造形芸術大学に進学。そこで映画予告のナレーションに感銘を受ける。大学卒業後はナレーションスクールなどを経て、オフィスキイワードに所属する。
声種はバリトン。
2018年より現在までオリックス・バファローズのボイス・ナビゲーターという名称で、ブルーウェーブ時代から数えて球団5代目の場内アナウンサー（スタジアムDJ）を京セラドーム大阪、ほっともっとフィールド神戸で務めている。